# Temperaturanomalien im Jahr 2025
| Monat   | Global   | Europa   |
| ------- | -------- | -------- |
| Januar  | +0,79 °C | +2,51 °C |
| Februar | +0,63 °C | +0,40 °C |
| März    | +0,65 °C | +2,41 °C |
| April   | +0,60 °C | +1,01 °C |
| Mai     | +0,53 °C | −0,29 °C |
| Juni    | +0,47 °C | +1,10 °C |
| Juli    | +0,45 °C | +1,30 °C |

Die Temperaturanomalien im Jahr 2025 sind Abweichungen von Temperaturmittelwerten für das Jahr 2025. Als Vergleich dient, wenn nicht anders angegeben, die Normalperiode 1991 bis 2020, die der von der Weltorganisation für Meteorologie (WMO) verwendete Referenzzeitraum ist. Die Abweichungen werden in diesem Artikel nach Zahlen pro Monat zum einen global und zum anderen für Europa betrachtet und beruhen auf den Angaben des Copernicus Climate Change Service (C3S). Darüber hinaus werden einige weitere regionale, monatliche Temperaturanomalien und in den jeweiligen Monat fallende Hitze- und Kältewellen sowie damit zusammenhängende Wetterphänomene und Temperaturrekorde erwähnt.

## Prognose
Einen kühlenden Einfluss hat für 2025 La Niña. Dennoch prognostizierte das Met Office, dass 2025 aufgrund der globalen Erwärmung eine Jahresmitteltemperatur erreichen wird, die um 1,29 bis 1,53 °C über den vorindustriellen Temperaturen liegt, und damit eines der drei wärmsten Jahre seit Aufzeichnungsbeginn wird und deutlich wärmer als beispielsweise ein früheres Rekordjahr wie 2016, das in eine El-Niño-Phase fiel.

## Januar
Der Januar 2025 war global der bisher wärmste Januarmonat. Die Monatsmitteltemperatur lag bei 13,23 °C und damit um 0,79 °C über der Normalperiode bzw. um 0,09 °C über dem des bisher wärmsten Januarmonats 2024. Es war zudem der 18. Monat in einem 19-monatigen Zeitraum, in dem die Temperatur um 1,5 °C über dem vorindustriellen Niveau der Jahre 1850 bis 1900 lag. Damit setzten sich die Rekordtemperaturen trotz eines eigentlich erwarteten, kühlenden La-Niña-Effekts fort. In Europa lag die Monatsmitteltemperatur um 2,51 °C über der Normalperiode, nur der Januar 2020 war dort mit 2,64 °C über der Normalperiode noch wärmer.

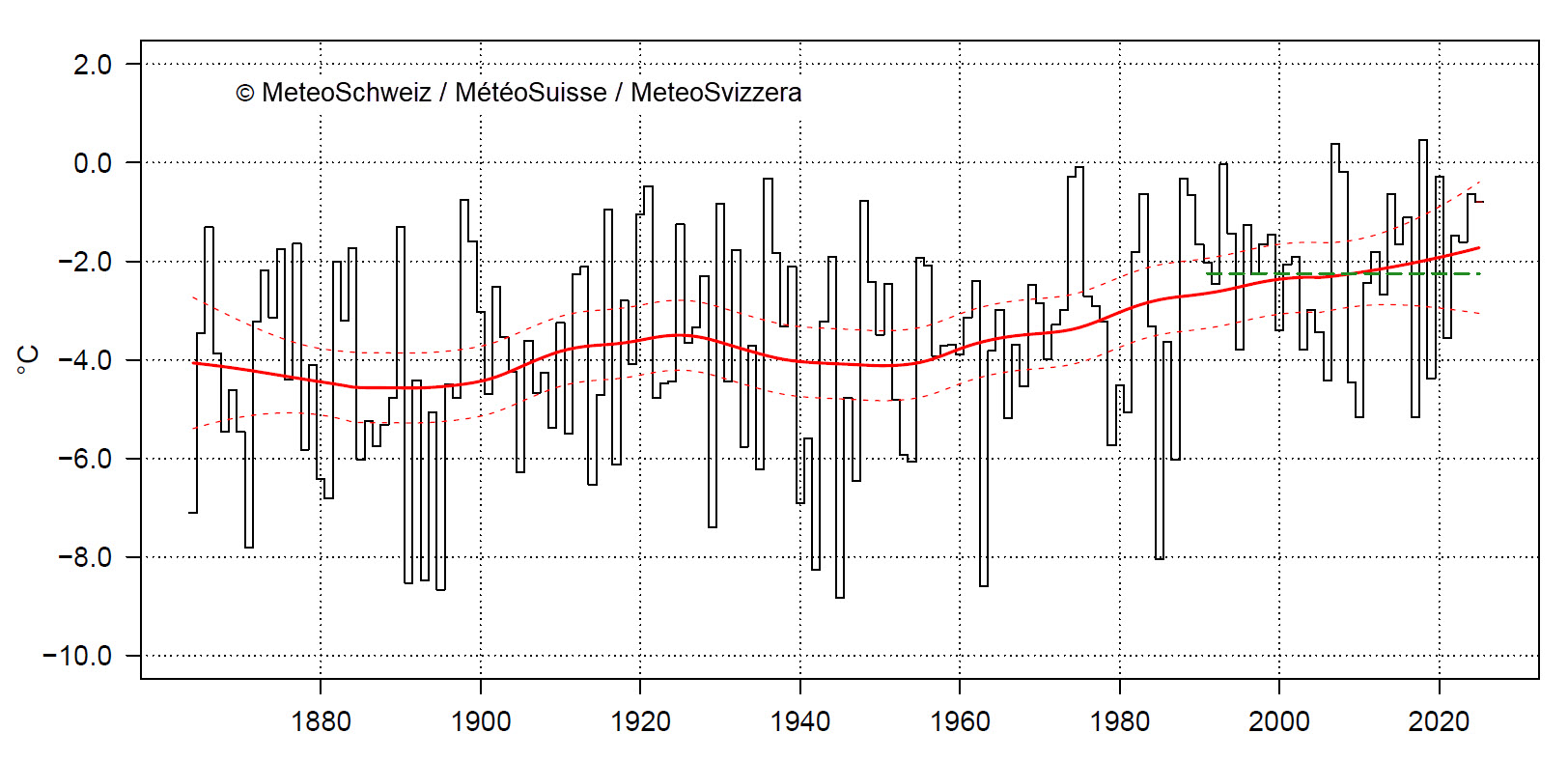
Januartemperatur in der Schweiz seit 1864

In Deutschland lag das Temperaturmittel laut dem Deutschen Wetterdienst bei 2,0 °C und damit um 2,5 °C über dem der Referenzperiode 1961 bis 1990 bzw. um 1,1 °C über dem der aktuelleren und wärmeren Referenzperiode 1991 bis 2020. Im Zusammenhang mit dem Sturmtief Éowyn wurden in der Schweiz am 25. Januar an mehreren Messstationen neue Januar-Temperaturrekorde verzeichnet, z. B. in Genf mit 18,1 °C. Dort lag der bisherige Januar-Rekord bei 16,8 °C und wurde am 13. Januar 1920 gemessen. Das landesweite Mittel der Januartemperatur lag in der Schweiz bei −0,8 °C (Stand: 29. Januar). Damit stieg der Januar in der Schweiz 1,4 °C über die Norm.
Arktische Luftmassen zogen in der ersten Januarwoche von Kanada aus weiter südwärts in die Vereinigten Staaten. In Kanada fielen die Temperaturen teils auf bis zu −40 °C. In Kalifornien waren die Temperaturen dagegen überdurchschnittlich hoch, was teils auf die dortige Dürre zurückgeführt wird. So fielen laut The Guardian in Südkalifornien seit Anfang Mai des Vorjahres nicht mehr als 2,4 mm Regen. Starke Santa-Ana-Winde begünstigten die Ausbreitung von Waldbränden um Los Angeles, die rund 1000 Gebäude zerstörten. Über 70.000 Menschen wurden evakuiert.
In Shimla, der Hauptstadt des indischen Bundesstaats Himachal Pradesh, wurde laut dem Met Office am 3. Januar mit 22 °C die höchste jemals im Januar gemessene Temperatur verzeichnet. Der vorherige Rekordwert von 21,4 °C stammte vom 30. Januar 2006. Ein neuer Höchstwert für Januar wurde zudem mit 29 °C in der Stadt Solan gemessen. Der vorherige Rekord vom 26. Januar 2007 lag bei 27,5 °C.
Australien verzeichnete laut dem Bureau of Meteorology (BoM) den bis dahin zweitwärmsten Januar seit 1910 und den wärmsten im Bundesstaat Western Australia. Die Temperaturen lagen insgesamt um 2,15 °C über denen der Normalperiode 1961 bis 1990. Im Januar 2019 waren es 2,85 °C über der Normalperiode. Im Südosten des Landes kam es in der ersten Januarwoche zu einer ausgeprägten Hitzewelle. Am 5. Januar stiegen die Temperaturen in Teilen des Bundesstaats Victoria auf bis zu 45 °C. In der Hauptstadt Melbourne wurden 38 °C gemessen. In einigen Bezirken des Bundesstaates wurde aufgrund „extremer“ Brandgefahr ein absolutes Feuerverbot verhängt. Neben Victoria waren auch New South Wales, Western Australia und Tasmanien von einer Hitzewelle betroffen.
Die durchschnittliche globale Meeresoberflächentemperatur zwischen 60 Grad nördlicher und südlicher Breite betrug 20,78 °C, der zweithöchste jemals für diesen Monat verzeichnete Wert und 0,19 °C unter dem Rekordwert vom Januar 2024. Die Meereisausdehnung in der Arktis ging Ende Januar unerwartet zurück. Zyklone verdrängten Südwinde in der Barents- und Beringsee und verursachten Wellen, die das dünne Eis zerbrachen. Zwischen Nordgrönland und dem Nordpol wurden Temperaturen von bis zu 12 °C über dem langjährigen Durchschnitt gemessen.

## Februar
Der Februar 2025 war global der bisher drittwärmste Februarmonat. Die Monatsmitteltemperatur lag bei 13,36 °C und damit um 0,63 °C über der Normalperiode. Es war zudem der 19. Monat in einem 20-monatigen Zeitraum, in dem die Temperatur um 1,5 °C über dem vorindustriellen Niveau der Jahre 1850 bis 1900 lag. In Europa lag die Monatsmitteltemperatur um 0,40 °C über der Normalperiode. Das landesweite Mittel der Februartemperatur in der Schweiz lag bei 0 °C. Damit stieg der Februar in der Schweiz 1,9 °C über die Normalperiode. In den Niederlanden wurde an der De Bilt Wetterstation mit 17,9 °C die höchste Temperatur gemessen, die so früh im Jahr je festgehalten wurde.
Anfang Februar herrschten in der Arktis ungewöhnlich warme Temperaturen, die mit einem Tiefdruckgebiet über Island zusammenhingen, das einen kräftigen Strom warmer Luft in Richtung Nordpol leitete. Am 1. Februar stiegen die Temperaturen nach europäischen und amerikanischen Wettermodellen nördlich von Spitzbergen in Norwegen auf mehr als 18 °C über die Normalperiode. Am 2. Februar stiegen sie auch nahe dem Nordpol auf mehr als 20 °C über dem langjährigen Durchschnitt. Eine arktische Schneeboje registrierte absolute Temperaturen von 0,5 °C. Eine ähnliche Wärmeanomalie trat bereits im Februar 2018 auf.
In den Vereinigten Staaten fielen die Temperaturen in der zweiten Februarwoche in Montana und North Dakota auf etwa −35 °C. Die Tageshöchsttemperaturen lagen bei rund −15 °C. Über 90 Millionen Menschen waren von Extremkältewarnungen betroffen. Am 18. Februar wurde laut dem National Weather Service in Antelope Creek in North Dakota eine Tagestiefsttemperatur von −43 °C (−45 °F) gemessen. In der kanadischen Provinz Saskatchewan fielen die Temperaturen am 17. Februar teils auf unter −40 °C. Ende Februar erreichten dagegen die Temperaturen in Südkalifornien etwa 15 °C über Normal.
In Südamerika herrschten in Brasilien und Argentinien Mitte Februar ebenfalls überdurchschnittlich hohe Temperaturen, die größtenteils auf ein Hochdruckgebiet über dem Südatlantik zurückzuführen waren. Am 17. Februar erreichten die Temperaturen in Guaratiba, einem Stadtteil von Rio de Janeiro, 44 °C. Diese seit mehr als einem Jahrzehnt höchste gemessene Temperatur in der Stadt lag etwa 14 °C über dem Februardurchschnitt der Tageshöchstwerte sowie über 80 °C unter den am selben Tag in Teilen Kanadas herrschenden Temperaturen. Gleichzeitig erlebte Brasilien einen der bis dahin trockensten Februarmonate. Aufgrund der extremen Hitze aktivierten Behörden Hitzeprotokolle, die unter anderem die Ausweisung klimatisierter Gebäude als „Kühlpunkte“ und die Einrichtung von Getränkestationen bei Veranstaltungen im Freien und an öffentlichen Orten vorsahen.
Ebenfalls von extremer Hitze betroffen waren Teile Zentral- und Ostafrikas. Eine Hitzewelle brachte Temperaturen von knapp über 40 °C im Südsudan, Sudan, der Zentralafrikanischen Republik und Teilen des Tschad. Im Südsudan wurden infolgedessen wie bereits im März des Vorjahres Schulen angewiesen für zwei Wochen zu schließen.
In Australien lagen die Temperaturen laut dem Bureau of Meteorology um 1,64 °C über dem Durchschnitt der Jahre 1961 bis 1990. Es war demnach der fünftwärmste Februar seit 1910. Am 12. Februar wurde in dem in der Simpsonwüste im Bundesstaat South Australia gelegenen Ort Oodnadatta mit 48,7 °C eine neue Höchsttemperatur für Februar gemessen.
Die durchschnittliche globale Meeresoberflächentemperatur zwischen 60 Grad nördlicher und südlicher Breite betrug 20,88 °C, der zweithöchste jemals für diesen Monat verzeichnete Wert und 0,18 °C unter dem Rekordwert vom Februar 2024.

## März
Im März 2025 lag das globale Temperaturmittel laut dem Copernicus Climate Change Service bei 14,06 °C und um 0,65 °C über der Normalperiode. Der Monat war damit nach dem 0,08 °C wärmeren März 2024 der zweitwärmste März seit Aufzeichnungsbeginn. Verglichen mit den für das vorindustrielle Niveau verwendeten Jahren 1850 bis 1900 waren die Temperaturen um 1,60 °C erhöht. Es war der 20. Monat der letzten 21 Monate für den die globale durchschnittliche Oberflächenlufttemperatur mehr als 1,5 °C über dem vorindustriellen Niveau lag. In Europa wurde mit einer Monatsmitteltemperatur von 2,41 °C über der Normalperiode der wärmste März seit Aufzeichnungsbeginn verzeichnet. Die größten Temperaturanomalien fanden sich dort in Osteuropa und Südwestrussland. Darüber hinaus war es insbesondere auf dem kanadischen Archipel in der Arktis, in den Vereinigten Staaten und Mexiko, in Australien und in Teilen Asiens überdurchschnittlich warm. In der Schweiz erreichte das landesweite Mittel der Märztemperatur 2,8 °C. Damit lag dort der März 1,5 °C über der Normalperiode und auf Rang 11 in der Liste der mildesten Märzmonate seit Messbeginn 1864.
Am 6. März 2025 wurde in Berndorf (Niederösterreich) mit 23,6 °C ein neuer Märzrekord verzeichnet. Am 8. März wurde in List auf Sylt mit 17,9 °C ein neuer Märzrekord verzeichnet.
In Zentralasien, insbesondere in den Ländern direkt östlich des Ural, kam es im März zu einer ungewöhnlich starken Hitzewelle. In der Region werden die höchsten Temperaturen des Jahres im März bis August erreicht, Märztemperaturen können stark variieren. Durch die Märzhitzewelle kam es bereits früh im Jahr zu Temperaturen, die teils in 1000 Metern Höhe auf über 30 °C stiegen. Neue Temperaturhöchstwerte wurden beispielsweise mit 30,8 °C in Dschalal-Abad in Kirgisistan sowie mit 29,4 °C in Namangan und 29,1 °C in Fargʻona in Usbekistan gemessen. In Kasachstan traten die extremen Temperaturen zeitgleich mit der Blüte wichtiger, für den Export bestimmter Obstsorten und der Aussaat von Sommerweizen auf, was sich auf die Erträge auswirken könnte. Eine Attributionsstudie der World Weather Attribution schätzte, dass die in einem 5-Tages-Zeitraum der Hitzewelle untersuchten Temperaturen im bereits um 1,3 °C erwärmten heutigen Klima etwa einmal alle drei Jahre auftreten und damit nach „konservativer Schätzung“ etwa dreimal häufiger als es im vorindustriellen Klima der Fall gewesen wäre.
In Japan wurden am 26. März 2025 an zahlreichen Messstationen neue Tageshöchsttemperaturen für den Monat März erreicht, darunter in Tokio mit 25,9 °C, Hiroshima mit 24,2 °C und Kagoshima mit 28,6 °C.
Australien verzeichnete laut dem Bureau of Meteorology den bis dahin wärmsten März seit Aufzeichnungsbeginn im Jahr 1910. Die Temperaturen lagen um 2,41 °C über dem Durchschnitt für 1961–1990. Zuvor war der Höchstwert +2,03 °C im März 2019. Im Einzelnen verzeichneten zudem die Bundesstaaten New South Wales, South Australia und Western Australia den jeweils wärmsten März seit Aufzeichnungsbeginn. In New South Wales und Western Australia kam es zu Hitzewellen.
Die Meeresoberflächentemperaturen lagen zwischen 60 Grad nördlicher und südlicher Breite bei durchschnittlich 20,96 °C und damit nach März 2024 auf dem zweithöchsten Wert. Die arktische Meereisausdehnung erreichte am 22. März 2025 ihr jährliches Maximum mit der geringsten je gemessenen Ausdehnung. Der Sankt-Lorenz-Golf war beinahe eisfrei und auch im Ochotskischen Meer fiel die Meereisausdehnung deutlich geringer aus. Es wird mit einem weiteren Schrumpfen des arktischen Meereises in den kommenden Jahren durch die Folgen der globalen Erwärmung, darunter steigende Luft- und Wassertemperaturen, gerechnet. Das Abschmelzen des sommerlichen arktischen Meereises stellt eines der möglichen Kippelemente im Erdklimasystem dar.

## April
Der April 2025 war global der bisher zweitwärmste Aprilmonat. Die Monatsmitteltemperatur lag bei 14,96 °C und damit um 0,60 °C über der Normalperiode. Der April 2025 war 0,07 °C kühler als der Rekordapril 2024 und 0,07 °C wärmer als der drittwärmste April des Jahres 2016. In Europa wurde mit 1,01 °C über der Normalperiode der sechstwärmste Aprilmonat verzeichnet.
In der Schweiz wurde im landesweiten Mittel der sechtwärmste Aprilmonat seit Messbeginn verzeichnet, mit 2 °C über der Normalperiode.
Die durchschnittliche globale Meeresoberflächentemperatur zwischen 60 Grad nördlicher und südlicher Breite betrug 20,89 °C, der zweithöchste jemals für diesen Monat verzeichnete Wert und 0,15 °C unter dem Rekordwert vom April 2024.

## Mai
Der Mai 2025 war global der bisher zweitwärmste Maimonat. Die Durchschnittstemperatur lag bei 15,79 °C und damit um 0,53 °C über der Normalperiode. Der Mai 2025 war 0,12 °C kühler als der Rekordmai 2024 und 0,06 °C wärmer als der drittwärmste Mai des Jahres 2016. In Europa lag die Durchschnittstemperatur 0,29 °C unter der Normalperiode, 2,36 °C kühler als der Rekordmai 2018 verzeichnet. In der Schweiz lag das landesweite Mittel 0,2 °C über der Normalperiode.
In Australien lagen die Temperaturen im Mai um 0,84 °C über dem Durchschnitt der Jahre 1961 bis 1990.
Die durchschnittliche globale Meeresoberflächentemperatur zwischen 60 Grad nördlicher und südlicher Breite betrug 20,79 °C, der zweithöchste jemals für diesen Monat verzeichnete Wert und 0,14 °C unter dem Rekordwert vom Mai 2024.

## Juni
Der Juni 2025 war global der bisher drittwärmste Junimonat. Die Durchschnittstemperatur lag bei 16,46 °C und damit um 0,47 °C über der Normalperiode. Der Juni 2025 war 0,20 °C kühler als der Rekordjuni 2024 und 0,06 °C kühler als der Juni 2023, der zweitwärmste. In Europa war es der fünftwärmste Juni seit Beginn der Aufzeichnungen, die Durchschnittstemperatur lag 1,10 °C über der Normalperiode. Westeuropa erlebte den wärmsten Juni seit Beginn der Aufzeichnung, mit einer Monatsmitteltemperatur von 20,49 °C, die 2,81 °C über der Normalperiode lag. Der bisherige Rekordjuni während der Hitzewelle in Europa 2003 wurde um 0,06 °C übertroffen.
In Österreich war es der drittwärmste Juni seit Messbeginn. In der Schweiz erreichte die Monatsmitteltemperatur 16,4 °C, was einer Abweichung zur Normalperiode von +3,8 °C entspricht. Nur der Juni 2003 war in der Schweiz mit einer Monatsmitteltemperatur von 17,3 °C noch heißer. Der drittwärmste Juni in der Schweiz wurde mit einer Monatsmitteltemperatur von 15,4 °C im Jahr 2022 registriert (vgl. Zeitreihe der Lufttemperatur in der Schweiz). Frankreich hatte seinen zweitwärmsten Juni, Spanien den wärmsten seit 64 Jahren und England den wärmsten Juni seit Beginn der Wetteraufzeichnungen im Jahr 1884.
Der Juni 2025 brachte in Europa mehrere Hitzerekorde mit sich. Während der Dürre und Hitze in Europa entstanden zahlreiche Buschfeuer und Waldbrände, z. B. in Deutschland, Frankreich und der Türkei. In den Niederlanden wurde am 13. Juni mit 31,8 °C an der Wetterstation De Bilt die seit Beginn der Messungen 1902 höchste Temperatur für diesen Tag gemessen. In Portugal war bereits am 8. Juni mit 40,5 °C an der Messstelle in Mértola ein Temperaturrekord erreicht worden. In Spanien waren am gleichen Tag an mehreren Stellen Temperaturen von 42 °C gemessen worden, in den Balkanländern lagen die Temperaturen häufig um die 37 °C, und Griechenland erlebte Anfang Juni eine Reihe tropischer Nächte mit häufig über 30 °C. In Österreich wurden in der Nacht auf den 26. Juni in sieben Bundesländern eine tropische Nacht registriert und im Tagesverlauf mehrere Juni-Temperaturrekorde gebrochen. In der Schweiz wurden an mehreren Messstationen Hitzerekorde für die erste Junihälfte verzeichnet, z. B. am 13. Juni in Visp mit 34,9 °C. Die Gewässer wurden für diese Jahreszeit extrem warm, so auch das Mittelmeer, das mit Stand vom 22. Juni bereits Temperaturen von 24 bis 27 °C erreichte. Am 13. Juni überstieg die Wassertemperatur der Aare an der Messstationen Bern-Schönau die 20-Grad-Marke, so früh im Jahr wie noch nie seit Messbeginn 1970. Am 28. Juni lag die Nullgradgrenze in der Schweiz bei 5124,6 m ü. M., womit die Grenze von 5000 m ü. M. erstmals seit Messbeginn 1954 bereits im Juni überschritten wurde. Auch am Folgetag lag die Nullgradgrenze mit 5065 m ü. M. auf über 5000 m ü. M. Der absolute Monatshöchstwert in der Schweiz wurde in Biasca am 28. Juni mit 36,0 °C gemessen. Dort wurden im ganzen Juni gleich 17 Hitzetage mit Temperaturen von mindestens 30 °C verzeichnet. Am 30. Juni wurde auf dem Weissfluhjoch mit 20,3 °C erstmals in einem Juni die 20-Grad-Marke überschritten. Auf dem Jungfraujoch betrug die Monatsmitteltemperatur 2,6 °C und lag somit 0,4 °C höher als im bisherigen Rekord-Juni 2003. Am 29. Juni wurde in El Granado mit 46 °C ein neuer Juni-Rekord für Spanien registriert. Damit wurde der Rekord von 45,2 °C in Sevilla im Jahre 1965 gebrochen. Am gleichen Tag wurde in Mora mit 46,6 °C ein neuer Juni-Rekord für Portugal gemessen.
Auch China erlebte Anfang Juni eine Hitzewelle mit Höchsttemperaturen von 47,1 °C und 44,8 °C in der Provinz Xinjiang.
Die durchschnittliche globale Meeresoberflächentemperatur zwischen 60 Grad nördlicher und südlicher Breite lag 0,36 °C über der Normalperiode und betrug 20,72 °C, der dritthöchste jemals für diesen Monat verzeichnete Wert.

## Juli
Der Juli 2025 war global der bisher drittwärmste Julimonat. Die Durchschnittstemperatur lag bei 16,68 °C und damit um 0,45 °C über der Normalperiode. Der Juli 2025 war 0,27 °C kühler als der Rekordjuli 2023 und 0,23 °C kühler als der Juli 2024, der zweitwärmste. In Europa war es der viertwärmste Juli seit Beginn der Aufzeichnungen, die Durchschnittstemperatur lag 1,30 °C über der Normalperiode. In der Schweiz lag die Monatsmitteltemperatur im Juli 2025 0,4 °C unter der Normalperiode und erreichte damit den 45. Rang seit Messbeginn 1864.
Die durchschnittliche globale Meeresoberflächentemperatur zwischen 60 Grad nördlicher und südlicher Breite lag 0,12 °C über der Normalperiode und betrug 20,77 °C, der dritthöchste jemals für diesen Monat verzeichnete Wert.